# إريك بانكس
اريك بانكس (بالإنجليزية: Eric Banks)‏ هو مختص في الموسيقى العرقية ‏ وملحن أمريكي، ولد في 25 يناير 1969 في روسكو في الولايات المتحدة.

## وصلات خارجية
- إريك بانكس على موقع ميوزك برينز (الإنجليزية)